# سعدان عنكبوتي بيروي
سعدان عنكبوتي بيروفي (الاسم العلمي:Ateles chamek) هو نوع من الحيوانات يتبع جنس سعدان عنكبوتي من فصيلة السعادين عنكبوتية.